# Zonophryxus quinquedens
Zonophryxus quinquedens là một loài chân đều trong họ Dajidae. Loài này được Barnard miêu tả khoa học năm 1914.